# György Jendrassik
György Jendrassik (n. 13 mai 1898, Budapesta, Austro-Ungaria – d. 8 februarie 1954, Londra, Anglia, Regatul Unit) a fost un fizician și inginer mecanic maghiar. 

## Biografie

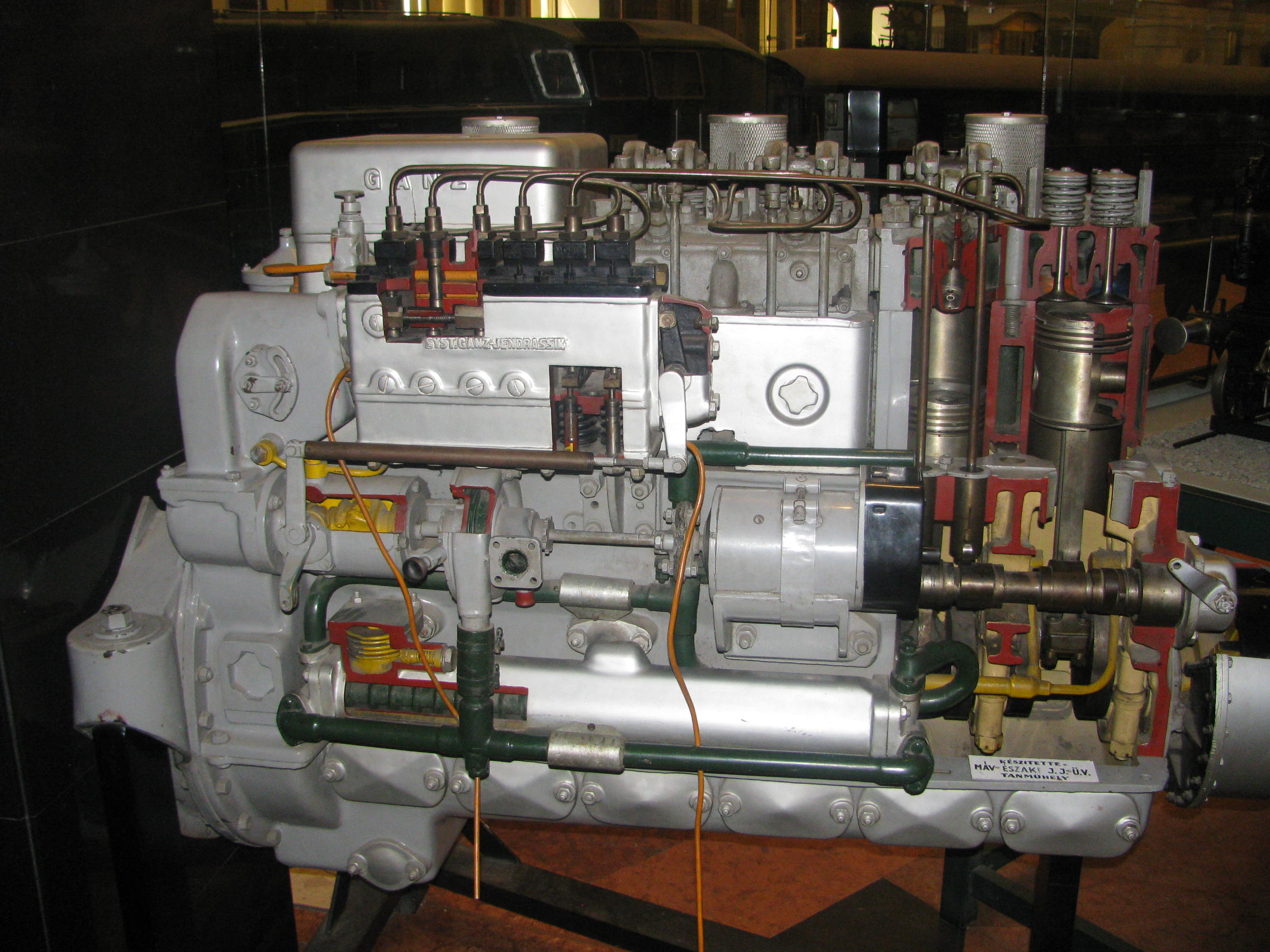
Motorul Ganz-Jendrassik cu 6 cilindri din 1934

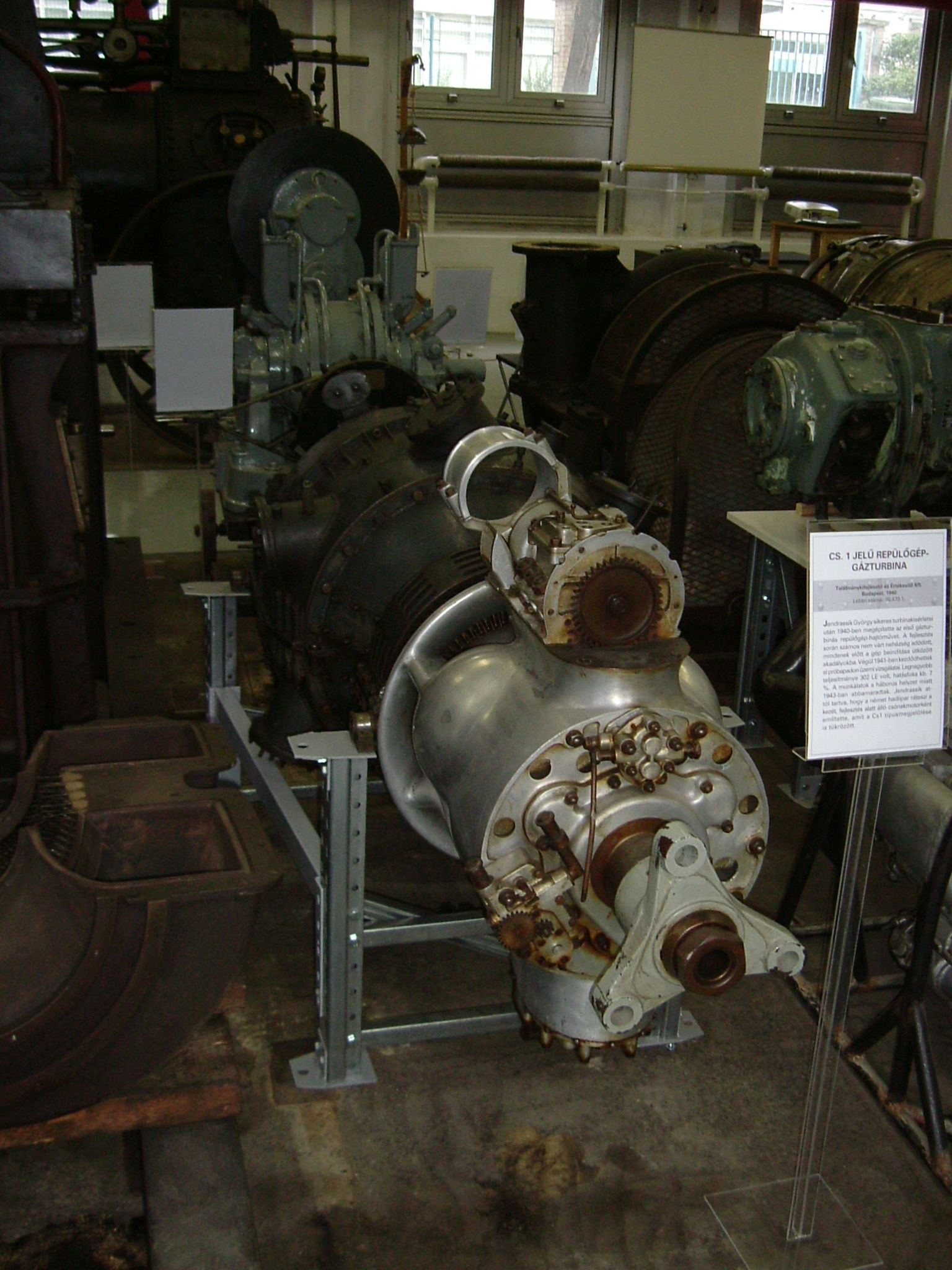
Turbina cu gaz CS-1, Muzeul Tehnic din Budapesta

Jendrassik și-a terminat studiile la Universitatea Tehnică József din Budapesta, apoi la Universitatea din Berlin a participat la prelegeri ale faimoșilor fizicieni Albert Einstein și Max Planck. În 1922 a obținut diploma de inginer mecanic în Budapesta. Din 1927 a lucrat la Ganz Rt, unde a ajutat la dezvoltarea motoarelor diesel, dintre care primele câteva piese au fost realizate cu cilindri unici și dubli; ulterior, s-au dezvoltat versiunile în patru timpi, cu 4 și 6 cilindri, fără comprimare și cu cameră de amestecare a combustibilului. 
Mai târziu, a lucrat la turbinele cu gaze și, pentru a accelera cercetarea, a înființat în 1936 Invention Development and Marketing Co. Ltd. În anul următor a realizat un motor cu turbină cu gaz experimental de 100 CP. 
El a început apoi să lucreze la un motor turbopropulsor, care a devenit prototipul CS-1, produs și testat de Ganz la Budapesta. Cu un design axial cu compresor cu 15 trepte și cu turbină în 7 trepte, acesta a încorporat multe dintre caracteristicile moderne. Cu o ieșire estimată la 1.000 CP la 13.500 RPM, Cs-1 a stârnit interesul pentru industria aeronautică din Ungaria, având potențialul de a genera o generație modernă de aeronave de înaltă performanță, iar construcția a început cu un avion de luptă cu două motoare, Varga RMI-1 X / H. Prima sa probă de zbor a avut loc în 1940, devenind astfel primul motor turbo-propulsat din lume. Cu toate acestea au existat probleme de combustie care au limitat producția la aproximativ 400 CP. Dezvoltarea a fost întreruptă în 1941, când s-a ajuns la un acord pentru fabricarea motorului Daimler-Benz DB 605 în Ungaria.
Reputația lui Jendrassik a continuat să crească și a devenit directorul general al fabricii în perioada 1942-1945. Ca o recunoaștere a lucrării sale științifice, a fost ales în 1943 membru corespondent al Academiei Ungare de Științe. După război nu a reușit să continue dezvoltarea turbinelor cu gaz. Politicienii nu au mai avut încredere în el și, prin urmare, el nu s-a mai întors acasă într-una din călătoriile sale în străinătate. A locuit în Argentina pentru o vreme, apoi s-a stabilit în Anglia, unde și-a înființat propriul atelier, devenind, în plus, un consultant al companiei Power Jets. Numărul invențiilor sale înregistrate în Ungaria este de de 77. Ultima sa invenție de mare importanță a fost dispozitivul de compensare a presiunii.